# پالینوپسیا
پالینوپسیا(به یونانی: پیلین به معنی «دوباره» و اوپسیا به معنی «دیدن»)، به عارضه‌ای گفته می‌شود که با دیدن مداوم یک تصویر پس از حذف آن از میدان بینایی همراه است. پالینوپسیا به تنهایی تشخیص یک بیماری نیست؛ بلکه شامل گروهی متنوع از علائم بصری پاتولوژیک با علل مختلف است. ماندگاری تصویر در میدان دید یک مترادف برای پالینوپسیا تلفی می‌شود.
در سال ۲۰۱۴، Gersztenkorn و Lee به‌طور جامع همه موارد پالینوپسیا را بررسی کردند و آن را به دو گروه مرتبط بالینی تقسیم کردند: پالینوپسیا بصری و پالینوپسیا توهم‌زا. پالینوپسیا توهم‌آمیز، معمولاً به دلیل تشنج یا ضایعات قشر خلفی، شامل پس‌تصویر طولانی مدت با وضوح بالا است. پالینوپسیا بصری معمولاً به دلیل میگرن، ضربه به سر، داروهای تجویزی، سندرم دید برفکی یا اختلال ادراک مداوم توهم‌زا(HPPD) ایجاد می‌شود که دارای پس تصویر تحت تأثیر نور و حرکت محیط است که بدون شکل، نامشخص یا با وضوح پایین است.

## توضیح ابتدایی
افراد مبتلا به پالینوپسیا اغلب سایر توهمات و اختلالات بینایی مانند فتوپسی، دیسمتروپسی، سندرم دید برفکی، پدیده انتوپتیک زمینه آبی و غیره را گزارش می‌کنند.

## علت
ضایعات قشر مغزی شامل مسیر بینایی خلفی (تومور، آبسه، خونریزی، انفارکتوس، ناهنجاری شریانی وریدی، دیسپلازی قشر، آنوریسم) و علل مختلف تشنج (هیپرگلیسمی، جهش کانال یونی، بیماری کروتزفلد-جاکوب، تشنج ایدیوپاتیک و غیره) باعث بیش‌فعالی یا بیش تحریک‌پذیری قشر کانونی می‌شود که منجر به فعال سازی نامناسب و مداوم مدار حافظه دیداری می‌شود.

## پاتوفیزیولوژی
پالینوپسیا بصری یک اختلال عملکرد ادراک بصری تلقی می‌شود که ناشی از تغییرات پراکنده و مداوم در تحریک‌پذیری عصبی است که بر مکانیسم‌های فیزیولوژیکی نور یا درک حرکت تأثیر می‌گذارند. پالینوپسیا بصری توسط میگرن، سندرم دید برفکی، اختلال ادراک پایدار توهم زا، داروهای تجویزی و ضربه به سر ایجاد می‌شود یا ممکن است ایدیوپاتیک باشد. طبق گزارش‌ها، داروهای ترازودون، نفازودون، میرتازاپین، توپیرامات، کلومیفن، داروهای ضدبارداری خوراکی و ریسپریدون باعث پالینوپسیا بصری می‌شوند. یک بیمار اغلب دارای چندین نوع پالینوپسیا بصری است که نشان دهنده اختلال در درک نور و حرکت است. نور و حرکت از طریق مسیرهای مختلف پردازش می‌شوند که نشان‌دهنده تغییرات تحریک‌پذیری پراکنده یا سراسری در مغز است.

## تشخیص

### تمایز از پس‌تصاویر فیزیولوژیکی
پالینوپسیا یک علامت پاتولوژیک است و باید از پس تصاویر فیزیولوژیکی که یک پدیده شایع و خوش‌خیم هستند، متمایز شود. پس‌تصاویر فیزیولوژیکی هنگام مشاهده یک محرک نورانی و تغییر تمرکز بینایی ظاهر می‌شوند. برای مثال، بعد از خیره شدن به صفحه کامپیوتر و نگاه کردن به سویی دیگر، یک پس‌تصویر مبهم از صفحه نمایش در میدان بینایی باقی می‌ماند. یک محرک به‌طور مداوم همان پس‌تصویر را ایجاد می‌کند که به شدت و کنتراست محرک، زمان تثبیت و وضعیت سازگاری شبکیه بستگی دارد. پس تصویرهای فیزیولوژیک معمولاً دارای رنگ مکمل محرک اصلی هستند (پس تصویر منفی)؛ در حالی که پس تصویرهای پالینوپتیک معمولاً دارای همان رنگ محرک اصلی هستند. (پس تصویر مثبت) ابهاماتی بین پالینوپسیا بصری و پس‌تصاویر فیزیولوژیکی وجود دارد زیرا معیارهای دقیقی وجود ندارد که مشخص کند آیا پس‌تصویر پاتولوژیک است یا خیر.

### تفاوت پالینوپسیا بصری و توهم‌زا
پالینوپسیا بصری ناشی از ناهنجاری در درک اولیه یک محرک است و شبیه یک توهم بینایی است که درکی تحریف شده از یک محرک خارجی را شامل می‌شود. پالینوپسیا توهم زا به دلیل یک ناهنجاری پس از کدگذاری یک محرک در حافظه دیداری بوده و شبیه به یک توهم بصری پیچیده‌است. این نوع از پالینوپسیا در واقع ایجاد یک تصویر بصری شکل‌گرفته در ذهن است که وجود خارجی ندارد.
شرایط خارجی مانند شدت محرک، کنتراست پس‌زمینه، تثبیت و حرکت معمولاً بر ایجاد و شدت پالینوپسیا بصری تأثیرگذار است؛ اما پالینوپسیا توهم‌آمیز را تحت تأثیر قرار نمی‌دهد. پالینوپسیا بصری شامل پس‌تصاویری است که کوتاه‌مدت یا شکل‌نگرفته هستند، آن‌ها در همان محل در میدان بینایی محرک اصلی رخ می‌دهند و پیوسته یا قابل پیش‌بینی هستند. پالینوپسیا توهم‌زا شامل تشکیل پس‌تصویر و صحنه‌هایی است که به ظاهر واقعی بوده و با وضوح بالا و به صورت طولانی مدت رخ می‌دهند. آن‌ها در هر نقطه از میدان بینایی ایجاد می‌شوند و غیرقابل پیش‌بینی هستند. پالینوپسیا بصری توسط آسیب‌شناسی عصبی پراکنده مانند تغییرات کلی در گیرنده‌های انتقال‌دهنده عصبی ایجاد می‌شود، در حالی که پالینوپسیا توهم‌آمیز معمولاً توسط آسیب‌شناسی کانونی قشر مغز ایجاد می‌شود.
همچنین علائم بالینی که پالینوپسیا بصری را از نوع توهم‌زا آن متمایز می‌کند به افتراق و ارزیابی خطر در توهمات بینایی کمک می‌کند. توهمات بصری پیچیده تشکیل شده نگران کننده‌تر از توهمات بصری ساده هستند.

## پژوهش‌ها در خصوص پالینوپسیا
باید تحقیقات بیشتری در خصوص تأثیر داروهای مختلف در درمان پالینوپسیا بصری انجام شود. هنوز مشخص نیست که آیا تاریخچه اصلی علائم و درمان آن تحت تأثیر علت ایجاد آن است یا خیر. همچنین مشخص نیست که آیا همپوشانی اثربخشی درمان برای پالینوپسیا بصری و سایر پدیده‌های مشابه مانند سندرم دید برفکی، اسیلوپسی، دیسمتروپسی و هاله‌ای دیدن منابع نور وجود دارد یا خیر.
پیشرفت‌های آینده در اف‌ام‌آرآی می‌تواند به میزان زیادی درک ما را از پالینوپسیا توهم‌آمیز و حافظه دیداری بیشتر کند. همچنین افزایش دقت در اف‌ام‌آرآی احتمالاً امکان مشاهده تغییرات کوچک متابولیکی یا پرفیوژن در پالینوپسیا بصری را بدون استفاده از پرتوهای یونیزان موجود در سی‌تی اسکن و ایزوتوپ‌های رادیواکتیو فراهم کند. مطالعه سایکوفیزیک ادراک نور و حرکت می‌تواند درک ما از پالینوپسیا بصری و بالعکس را افزایش دهد. به عنوان مثال، استفاده از بیمارانی که دنباله نور را مشاهده می‌کنند در مطالعات ادراک حرکتی می‌تواند درک ما را از مکانیسم‌های ثبات بینایی و سرکوب حرکت در طول حرکات چشم (مانند سرکوب ساکادیک) افزایش دهد.